# Iván Drachenko
Iván Grigórievich Drachenko (en ruso: Иван Григорьевич Драченко; 15 de noviembre de 1922- 16 de noviembre de 1994) fue un piloto de combate soviético del avión de ataque a tierra Ilyushin Il-2 Sturmovik que combatió en las filas de la Fuerza Aérea Soviética durante la Segunda Guerra Mundial y una de las cuatro únicas personas que fue galardonada con la Orden de la Gloria de 1.er grado y el título de Héroe de la Unión Soviética.

## Biografía

### Infancia y juventud
Iván Drachenko nació el 15 de noviembre de 1922 en el seno de una familia campesina ucraniana en el pueblo de Velikaya Sevastyanovka. Antes de ingresar al ejército en 1941, completó sus estudios en la escuela secundaria y se entrenó en el aeroclub de Leningrado. Durante la fase inicial de la Segunda Guerra Mundial, fue estudiante en la Escuela de Pilotos de Aviación Militar de Tambov, lejos del frente.

### Segunda Guerra Mundial

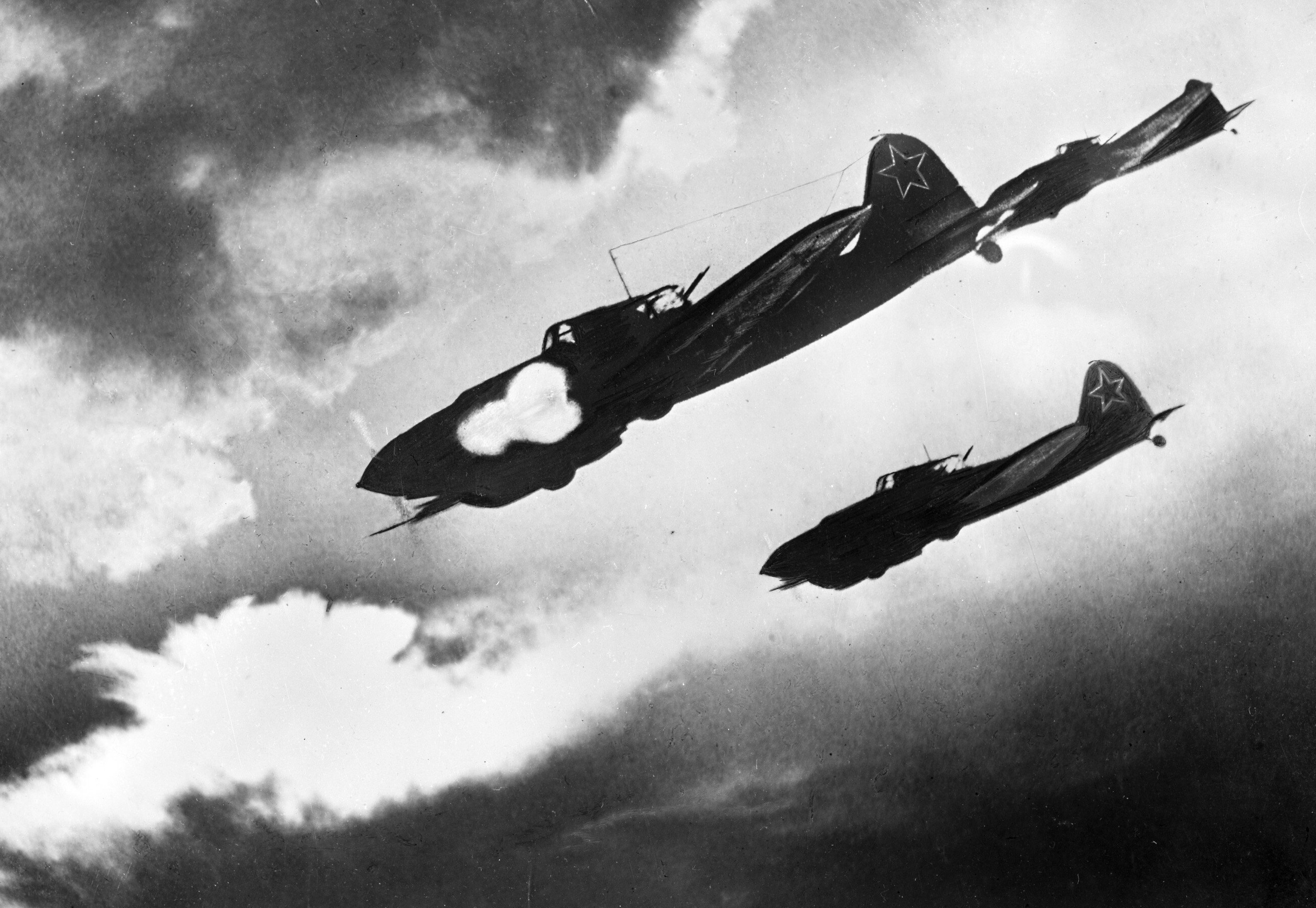
Ilyushin Il-2 atacando una formación enemiga, durante la batalla de Kursk.

Después de graduarse de la Escuela Militar de Pilotos de Tambov, Drchenko fue enviado al frente de guerra como piloto de Il-2. Luchó en la batalla de Kursk. Mientras estaba sobre Járkov el 14 de agosto de 1943, embistió a un caza enemigo para salvar a su comandante de regimiento, pero resultó gravemente herido en el proceso. Después de lanzarse en paracaídas, perdió el conocimiento y fue capturado por el Eje. Mientras estaba detenido en un campo de prisioneros cerca de Poltava, un médico soviético lo operó, pero no pudo restaurar la vista en su ojo derecho.
En septiembre logró escapar del campo de prisioneros y pasar a las líneas soviéticas. Mantenido en un hospital de Moscú hasta marzo de 1944 donde se le implantó un ojo protésico, cuando volvió a volar no reveló su discapacidad visual en los documentos militares, y solo sus amigos más cercanos se enteraron en la guerra. Además de realizar misiones estándar de ataque a tierra, también realizó vuelos de reconocimiento; después de una misión el 6 de abril de 1944, recibió la Orden de la Gloria de 3.er grado, el 5 de julio de 1944, por recopilar valiosa información de inteligencia. Mientras sobrevolaba territorio enemigo fue atacado por cinco cazas FW-190, pero logró escapar y hacer un aterrizaje seguro con su avión muy averiado.
No mucho después, durante un vuelo sobre Iași (Rumania), volvió a repeler los ataques de los combatientes alemanes antes de dirigirse a su objetivo, una estación de tren. Por ello, el 5 de septiembre de 1944 recibió su primera Orden de la Gloria de 2.do grado. En agosto de 1944, totalizó 100 salidas de combate en el Il-2, por lo que fue nominado para el título de Héroe de la Unión Soviética, que le fue otorgado el 26 de octubre de 1944. Por el éxito en combates aéreos y misiones de ataque terrestre, recibió otra Orden de Gloria de 2.do grado en noviembre de 1944, después de haber sido nominado en octubre, pero no fue hasta más de una década después de la guerra que se solucionó el problema con los premios duplicados y se convirtió en un verdadero portador de la orden.

### Posguerra
Después de la guerra, Drachenko ingresó a la academia de la fuerza aérea, pero se vio obligado a irse a la reserva en 1947 por razones médicas. Luego asistió a la facultad de derecho en la Universidad de Kiev, donde se graduó en 1953. Más tarde se convirtió en el director de escuela y se desempeñó como subdirector del Palacio de la Cultura de Kiev antes de su muerte el 16 de noviembre de 1994. Fue enterrado en el cementerio de Baikove.

## Condecoraciones

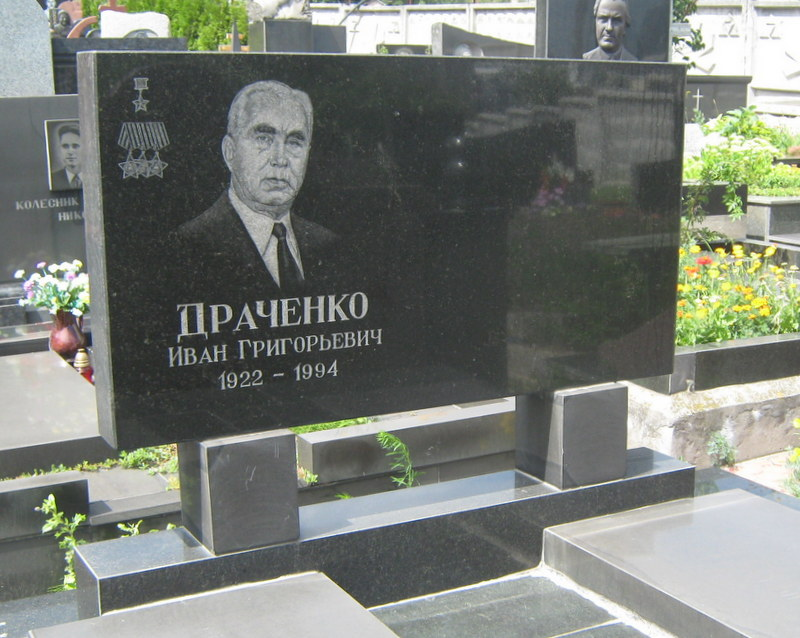
Tumba del héroe de la Unión Soviética Iván Drachenko en el cementerio de Baikove, Kiev (Ucrania)

A lo largo de su servicio militar Iván Drachenko recibió las siguientes condecoracionesː
- Héroe de la Unión Soviética (26 de octubre de 1944)
- Orden de Lenin (26 de octubre de 1944)
- Orden de la Gloria (1.er grado - 26 de noviembre de 1958, 2.do grado - 5 de septiembre de1944 y 7 de octubre de 1944;[nota 1] 3.er grado - 5 de junio de 1944)
- Orden de la Bandera Roja (19 de mayo de 1945)
- Orden de la Guerra Patria de 1.er grado, dos veces (22 de febrero de 1944 y 11 de marzo de 1985)
- Orden de la Estrella Roja (25 de enero de 1944)
- Medalla Conmemorativa por el Centenario del Natalicio de Lenin
- Medalla por la Victoria sobre Alemania en la Gran Guerra Patria 1941-1945
- Medalla Conmemorativa del 20.º Aniversario de la Victoria en la Gran Guerra Patria de 1941-1945
- Medalla Conmemorativa del 30.º Aniversario de la Victoria en la Gran Guerra Patria de 1941-1945
- Medalla Conmemorativa del 40.º Aniversario de la Victoria en la Gran Guerra Patria de 1941-1945
- Medalla por la Conquista de Berlín
- Medalla al Trabajador Veterano
- Medalla del 30.º Aniversario de las Fuerzas Armadas de la URSS
- Medalla del 40.º Aniversario de las Fuerzas Armadas de la URSS
- Medalla del 50.º Aniversario de las Fuerzas Armadas de la URSS
- Medalla del 60.º Aniversario de las Fuerzas Armadas de la URSS
- Medalla del 70.º Aniversario de las Fuerzas Armadas de la URSS
- Medalla Conmemorativa del 1500.º Aniversario de Kiev